# 사십구재
사십구재(四十九齋), 사십구일재(四十九日齋) 또는 칠칠재(七七齋)는 사람이 죽은 지 49일째에 지내는 의례이다.  불교에서 사후(死後) 의례로서는 가장 중요시하는 의례이다.[1] 장례를 치린 후.  사람이 죽은 날로부터 매7일째마다 7회에 걸쳐서 49일 동안개최하는 종교의례.불교의식

## 유래
칠칠재(7·7재, 七七齋)라고도 불리는 사십구재는 사람이 죽은 뒤 49일째에 치르는 불교식 제사 의례 중의 하나이다.
원래는 6세기 때부터 불교의 윤회사상과 유교의 조령숭배사상이 절충돼 생겼다고 한다.

## 불교의 사십구재
불경에서 설한 바에 의하면 사람의 존재 상태를 4가지로 구분하는데, 그것은 ① 생유(生有) ② 사유(死有) ③ 본유(本有: 生에서 死까지 생애) ④ 중유(바르도 (불교), 中有: 이생에 죽어서 다음 生까지를 말함)이다.
이들 중 네 번째의 중유(中有, 바르도 (불교))의 상태의 정상적인 기간이 49일이다. 즉 사람이 죽은 뒤에는 일반적인 경우 49일이면 중유(中有, 바르도 (불교))가 끝나고 다음 생(生)이 결정된다. 그러므로 다음 생이 결정되기 전인 48일째에 정성을 다하여 영혼의 명복을 비는 것이 49일재이다.
사십구일재라는 의례에는 광 · 약의 다름이 있어 다음의 세 가지로 구분된다.
1. 상주권공재(常住權供齋): 가장 간단한 것으로 우선 불(佛) · 법(法) · 승(僧)의 삼보(三寶)에 예경하고 향(香) · 등(燈) · 다(茶) · 화(花) · 과(果)의 5가지로 공양(供養)을 드리고 끝으로 영혼을 위로하여 법어(法語)와 염불로써 천도를 행하는 의식이다.
2. 시왕각배재(十王各拜齋): 앞의 삼보(三寶) 외에 다시 영혼의 선악(善惡)을 심판하는 명부세계(冥府世界)의 염라대왕 등 10대왕에게 예배 공양하여 명복을 빈다.
3. 영산작법재(靈山作法齋): 가장 범위가 큰 의식으로 갖추어 하자면 하루 한나절이 소요된다.

## 같이 보기
- 제사
- 삼우제
- 바르도 (불교) - 중유(中有)

## 참고 문헌
- 이 문서에는 다음커뮤니케이션(현 카카오)에서 GFDL 또는 CC-SA 라이선스로 배포한 글로벌 세계대백과사전의 내용을 기초로 작성된 글이 포함되어 있습니다.